# RTL 102.5
RTL 102.5 egy olasz országos sugárzású kereskedelmi rádióállomás.
A rádió műsora olasz és külföldi előadók slágereiből áll. A rádió tulajdonosa az RTL 102.5 csoporthoz tartozik az RTL 102.5 TV televíziós csatorna, ami a rádiósműsor televíziós változata.
A rádióadó station voiceja Enrico Pallini. 2008 óta a rádió Olaszország egyik vezető kereskedelmi rádiója.

## Története
A rádió 1975-ben Bergamo megye területén levő sugárzással született meg. A rádiónak a neve a Radio Trasmissioni Lombarde rövidítéséből ered. A rádió a kezdeti időkben Olaszország északi részén sugárzott. A rádió 1990-ben megkapta a 102.5-ös frekvenciát. A rádió székhelye eleinte a Bergamo megyei Arceneben volt, 1997-ben átköltözött a rádió a Milánó melletti Cologno Monzesebe a viale Piemontera, közel a Mediaset székházához. A rádió székháza 3000 m².
A rádió 2010-ben elnyerte a jogot egyetlen olasz kereskedelmi rádióként, hogy a 2010-es labdarúgó-világbajnokság mérkőzéseit közvetítse, ezt követően a 2014-es labdarúgó-világbajnokság mérkőzéseit is ez a rádió közvetítette.

## Műsorkínálat
A rádió dalok mellett, beszélgetős műsorokkal, hírblokkokkal, tájékoztatnak az autópályák forgalmi helyzetéről (utóbbi az Autostrade per l'Italia nevű állami vállalat támogatásával készülnek) jelentkezik mindennap.

### Jelenlegi műsorai
- Cervellini, szombaton és vasárnap 21-24 között ;
- Chi c'è c'è, chi non c'è non parla, szombaton 9-11 óra között;
- Crazy club, hétfőtől csütörtökig éjjel 3-6 között;
- L'indignato speciale, vasárnap 9-11 óra között;
- La discoteca nazionale, szombaton éjfél és 1 óra között;
- La famiglia giù al nord, hétfőtől péntekig 9-11 óra között;
- Ma la notte no, péntek, szombat, vasárnap éjjel 3-6 között;
- Mai visto alla radio, vasárnap 15-17 óra között;
- Miseria e nobiltà, hétfőtől péntekig 13-15 óra között;
- Miseria e Nobiltà (Weekend), szombaton és vasárnap 13-15 óra között;
- Nessun dorma (rádiós műsor), pénteken és szombaton éjjel 1-3 között és vasárnap éjféltől 3 óráig;
- No problem – W l'Italia, péntek, szombat, vasárnap 11-13 óra között;
- Non Stop News, mindennap 6-9 óra között;
- Non Stop News – Raccontami, pénteken 8-9 óra között;
- Onorevole DJ, hétfőtől péntekig 23 óra és 1 óra között;
- Onorevole DJ di notte, hétfőtől csütörtökig éjjel 1-3 óra között;
- Password, hétfőtől péntekig 17-19 óra között;
- Pop around the clock, szombat és vasárnap 17-19 óra között;
- Protagonisti, hétfőtől péntekig 19-21 óra között;
- Shaker, szombat és vasárnap 19-21 óra között;
- Suite 102.5, hétfőtől péntekig 21-23 óra között;
- The Flight, hétfőtől szombatig 15-17 óra között;
- W l'Italia, hétfőtől csütörtökig 11-13 óra között.

## Műsorvezetői

### Jelenlegi műsorvezetők
- Alberto Bisi
- Alessandro Greco
- Alessandra Zacchino
- Alex Peroni
- Amadeus
- Andrea De Sabato
- Andrea Pamparana
- Andrea Salvati
- Angelo Baiguini
- Angelo Di Benedetto
- Antonio Gerardi
- Armando Piccolillo
- Barbara Foria
- Barbara Sala
- Bruno Vespa
- Carletto
- Carlo Elli
- Charlie Gnocchi
- Conte Galè
- Cristina Borra
- Davide Giacalone
- Emanuele Carocci
- Fabio Santini
- Fabrizio Ferrari
- Federica Gentile
- Federico Vespa
- Fernando Proce
- Francesca Cheyenne
- Francesco Taranto
- Fulvio Giuliani
- Gabriele Parpiglia
- Gabriele Sanzini
- Gianni Simioli
- Gigio d'Ambrosio
- Giorgia Surina
- Giusi Legrenzi
- Jennifer Pressman
- Laura Ghislandi
- Luca Dondoni
- Martino Migli
- Max Viggiani
- Maurizio Costanzo
- Myriam Fecchi
- Nicoletta Deponti
- Nino Mazzarino
- Paolo Cavallone
- Pierluigi Diaco
- Pio e Amedeo
- Platinette
- Rajae Bezzaz
- Sara Ventura
- Silvia Annichiarico
- Valeria Benatti